# 高嶺之花 (電視劇)
《高嶺之花》（又譯《如花似玉》）是日本電視台「週三連續劇」時段播映的日本電視劇，於2018年7月11日至9月12日期間播映。主演為石原聰美，野島伸司編劇。

## 登场人物

### 主要人物
- 月島桃：石原聰美〈29〉月島家長女，實為千惠子和高井的私生女，月島流派繼承人候選，對插花有過人的天賦，但被拓吉背叛後看不到鏡像的另一個自己無法發揮出從前過人的實力，直到遇見直人才明白插花的真理。
- 風間直人：峯田和伸〈39〉母胎單身39年的自行車行老闆，為人溫暖善良，喜歡月島桃。

### 月島家
- 月島奈奈：芳根京子〈21〉月島家次女，月島流派繼承人候選，插花的實力遠不及姐姐桃，喜歡龍一。
- 月島市松：小日向文世〈62〉月島流派家主，深愛千惠子因為這樣很早就看不清鏡像的自己，想培養桃為下一任家主，激發奈奈的藝術潛能，背地裡做了很多事。
- 月島琉璃子：戶田菜穗〈45〉奈奈的生母，桃的繼母，一心想要奈奈成為下一任月島流派家主，收買其他流派投票投給奈奈，跟龍一勾結最後卻被市松利用。
- 高井雄一：升毅〈58〉月島流派前任總經理，桃的親生父親，因沒辦法承認自己和桃的關係，只能換別種方式陪在桃身邊，現為月島家司機。
- 金：正司照枝 月島家家僕。
- 銀：正司花江 月島家家僕。

### 商店街
- 今村佳代子：笛木優子〈39〉
- 田村幸平：袴田吉彦〈40〉
- 今村芽衣：田畑志真〈13〉
- 原田太郎：吉田敬太〈39〉
- 原田由美：奧田惠梨華
- 原田秋保：高橋光〈17〉

### 其他演員
- 宇都宮龍一：千葉雄大〈31〉
- 神宮兵馬：大貫勇輔〈31〉
- モブ：山中柔太朗
- 新莊千秋：香里奈〈30〉
- 吉池拓真：三浦貴大〈33〉
- 吉池真由美：西原亞希〈28〉
- 鎌倉洋二：西原純
- 三宅吉行：城後光義〈64〉
- 堀江宗太：舘秀々輝〈14〉
- 坂東基樹：博多華丸
- 風間節子：十朱幸代〈74〉

## 製作團隊
- 編劇：野島伸司
- 導演：大塚恭司、狩山俊輔、岩﨑マリエ、松原浩
- 總製作人：西憲彦
- 製作人：松原浩、鈴木亞希乃、渡邊浩仁
- 主題歌：艾維斯·普里斯萊〈Love Me Tender〉

海外播出時，由於版權因素無法使用。
- 音樂：上野耕路
- 制作協力：AX-ON
- 製作著作：日本電視台

## 播出日程
| 集數                                                                      | 播出日期 | 導演       | 收視率 |
| ------------------------------------------------------------------------- | -------- | ---------- | ------ |
| 第1話                                                                     | 7月11日  | 大塚恭司   | 11.1%  |
| 第2話                                                                     | 7月18日  | 大塚恭司   | 9.6%   |
| 第3話                                                                     | 7月25日  | 狩山俊輔   | 8.2%   |
| 第4話                                                                     | 8月1日   | 狩山俊輔   | 9.2%   |
| 第5話                                                                     | 8月8日   | 岩﨑マリエ | 8.2%   |
| 第6話                                                                     | 8月15日  | 大塚恭司   | 7.8%   |
| 第7話                                                                     | 8月22日  | 狩山俊輔   | 9.9%   |
| 第8話                                                                     | 8月29日  | 岩﨑マリエ | 9.3%   |
| 第9話                                                                     | 9月5日   | 松原浩     | 9.9%   |
| 最終話                                                                    | 9月12日  | 大塚恭司   | 11.4%  |
| 平均收視率 9.5%（收視率由Video Research調查關東地區、家戶的即時統計資料） |          |            |        |

## 外部連結
- 官方網站（日語）
- Twitter（日語）
- Instagram（日語）